# Sweet Female Attitude
Sweet Female Attitude est un groupe d'UK garage britannique. Originaire de Manchester, le duo, composé de Leanne Brown et Catherine Cassidy, est connu pour leur titre Flowers, écrit par Martin Green alias Shine MC et Mike Powelll et remixé par Sunship, qui a atteint la deuxième place du UK Singles Chart en avril 2000.

## Biographie
Sweet Female Attitude voit le jour en 1996 quand le directeur musical Mike Powell, le DJ Martin Green alias Shine MC et la chanteuse Leanne Brown, alors âgée de 17 ans, commencent à écrire de la musique ensemble. Le groupe est composé de trois chanteuses, Charlene Morrison et Sarah Bridgewood rejoignant Leanne Brown. Après le départ de Charlene Morrison, le groupe composée des deux chanteuses et de Shine MC  est appelé Trinity Way et fait sa première apparition lors de la soirée « In The City » filmée par MTV à Manchester en août 1998. Le groupe signe son premier contrat avec le label Cutfather et Joe Recordings et enregistre deux chansons That's the Way It Is et Flowers (en) au studio de Cutfather (en) au Danemark.
Au début de 1999, Shine MC quitte le groupe et le duo de chanteuses est rebaptisé Sweet Female Attitude. La même année, Charlene Morrison quitte le groupe et Catherine Cassidy la remplace,. Le duo féminin enregistre l'album In Person en 2000 qui est tout d'abord diffusé en marque blanche par Milkk Records, une filiale du label Reverb Records,>. Le remix de Flowers réalisé par le DJ/producteur londonien de UK garage Sunship gagne rapidement en succès et se hisse à la deuxième place du classement des ventes l'année suivante, avec 200 000 singles vendus et une nomination aux Brit Awards. Pour le New Musical Express, Flowers est un des 25 singles essentiels de l'UK garage et « reste l'un des hymnes de garage old-school les plus réussis commercialement.  Le morceau contient une puissance émotionnelle rare, une histoire d’amour sur un instrumental détendu, mélodieux et nerveux ».
Les singles suivants du duo auront moins de succès et leur album In Person ne sortira qu'en Allemagne, le duo se sépare pour poursuivre chacune leurs projets personnels.

## Discographie

### Album
- 2001 : In Person| No  | Titre                         | Durée |
| --- | ----------------------------- | ----- |
| 1.  | Flowers                       | 3:50  |
| 2.  | 8 Days a Week                 | 4:48  |
| 3.  | Don't Tell Me                 | 3:31  |
| 4.  | Rose                          | 3:54  |
| 5.  | Nothing to Lose               | 3:20  |
| 6.  | Ready for Love                | 4:06  |
| 7.  | DJ Play It                    | 5:09  |
| 8.  | Dreamin'                      | 3:29  |
| 9.  | Best Friend                   | 6:11  |
| 10. | New Love                      | 3:40  |
| 11. | 8 Days a Week (Acoustic)      | 3:10  |
| 12. | Flowers (Cutfather & Joe Mix) | 3:58  |

### Singles and EPs
- Flowers (en) (2000) -  numéro 2 au UK Singles Chart[6], certifié deux fois platine par la British Phonographic Industry[7]
- 8 Days a Week (2000) - numéro 43 au UK Singles Chart[6]
- DJ Play It (2000)
- Don't Tell Me (2001)
- Part of Me (avec BeeBar & Symphonik) (2016)
- Never Kissed You (avec eSquire & Reload) (2017)
- Give You My Devotion (avec Rio Dela Duna) (2017)
- Never Had Love (avec Fake Remedy) (2017)
- No Matter (avec The Peverell Bros) (2017)
- Tell Me (avec ILL Phil) (2017)
- Every Word (avec eSquire) (2017)
- Connected (2017)
- Looking for Love (2018)[8]
- Freak (2018)
- Give It to Me (with Pagano & Reza) (2018)
- Real Love (2018)
- One (with Danny Blaze) (2018)
- Vibez EP (2018)
- Love, Life & Rhythms (2018)

### Remix
- Flowers – Jamie Duggan Mix (2009)
- Flowers – 2015 mixes